# Улу-Юльське сільське поселення
Улу-Ю́льське сільське поселення (рос. Улу-Юльское сельское поселение) — сільське поселення у складі Первомайського району Томської області Росії.
Адміністративний центр — селище Улу-Юл.
Населення сільського поселення становить 2039 осіб (2019; 2364 у 2010, 2483 у 2002).

## Склад
До складу сільського поселення входять:
| Населений пункт   | Населення, осіб (2002) | Населення, осіб (2010) |
| ----------------- | ---------------------- | ---------------------- |
| Альмяково, село   | 442                    | 358                    |
| Апсагачево, село  | 219                    | 172                    |
| Аргат-Юл, селище  | 444                    | 394                    |
| Совхозний, селище | 9                      | 8                      |
| Улу-Юл, селище    | 1369                   | 1432                   |
| Усть-Юл, селище   | 0                      | -                      |